# Musée d'Histoire naturelle de la forêt pétrifiée de Lesbos
Le musée d'Histoire naturelle de la forêt pétrifiée de Lesbos (grec moderne : Μουσείο Φυσικής Ιστορίας Απολιθωμένου Δάσους Λέσβου) est un musée géologique situé dans le village de Sígri, sur l'île de Lesbos, fondé en 1994. C'est un centre d'étude, de gestion et de conservation de la forêt pétrifiée de Lesbos, tout en contribuant à l'éducation sur la région. Il est membre fondateur du Réseau européen des géoparcs et membre du Réseau mondial des géoparcs UNESCO.
En 2020, le musée a rejoint le Programme Opérationnel « Égée Nord 2020-2024 », avec la mise en œuvre d'actions « vertes », dans le but d'économiser l'énergie et de réduire les émissions de gaz à effet de serre.

## Expositions, collections

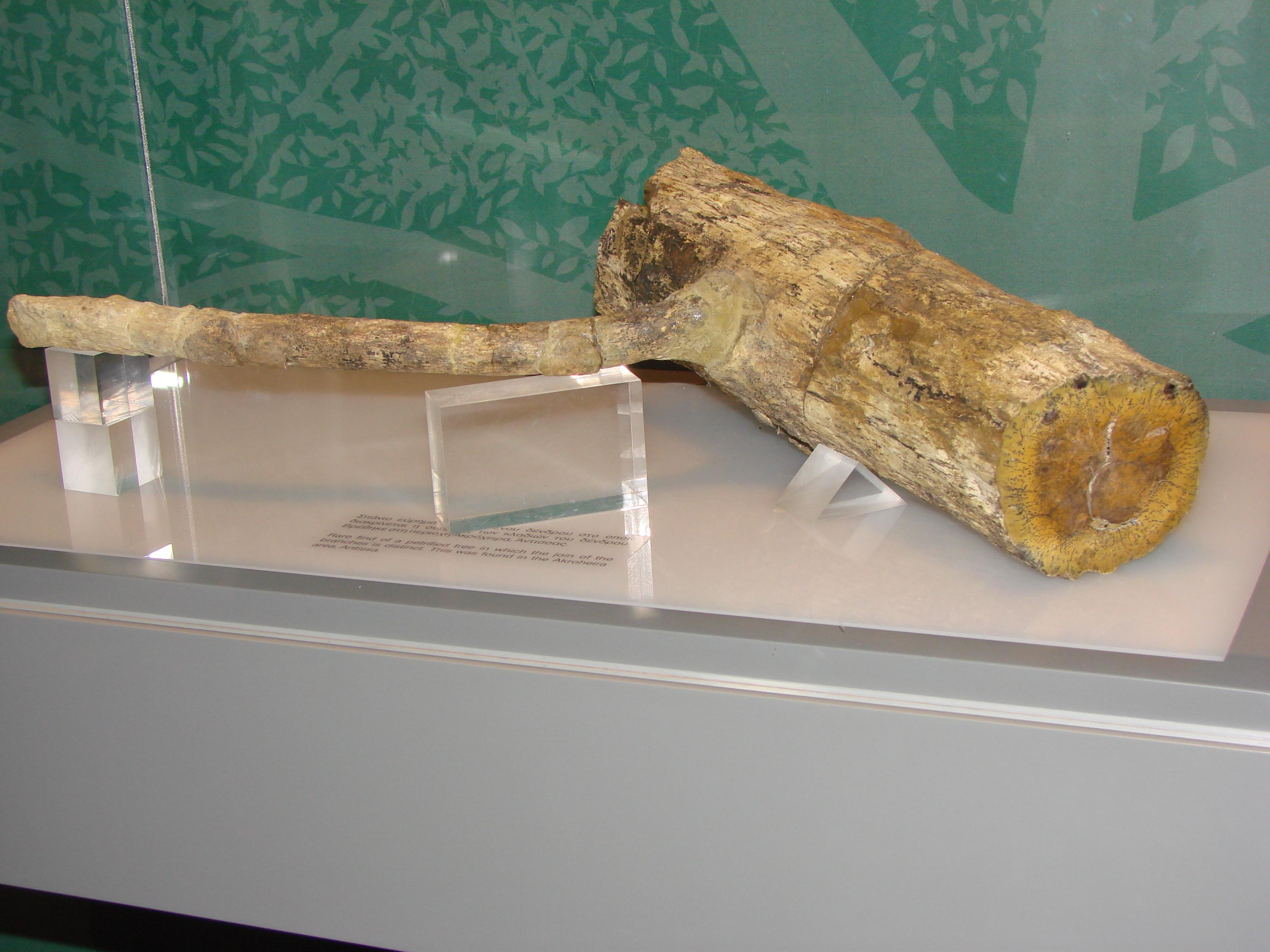
Tronc d'arbre pétrifié, exposé au musée.

L'exposition permanente « L'évolution géohistorique de la mer Égée » documente et explique les phénomènes et processus géologiques qui ont contribué à la création de la forêt pétrifiée de Lesbos il y a environ 20 millions d'années. Diverses zones d'exposition fournissent des informations sur la formation de la mer Égée, les volcans et les roches volcaniques, la structure géologique de Lesbos et les premiers habitants de cette région, à l'aide de modèles et diverses découvertes. Le musée abrite une petite collection de minéraux, qui comprend d'intéressants échantillons de quartz, d'améthyste et de calcédoine.
Le bâtiment du musée dispose d'une salle de conférences, d'un laboratoire, d'une bibliothèque et d'une salle d'expositions temporaires.

Exposition permanente de bois pétrifié
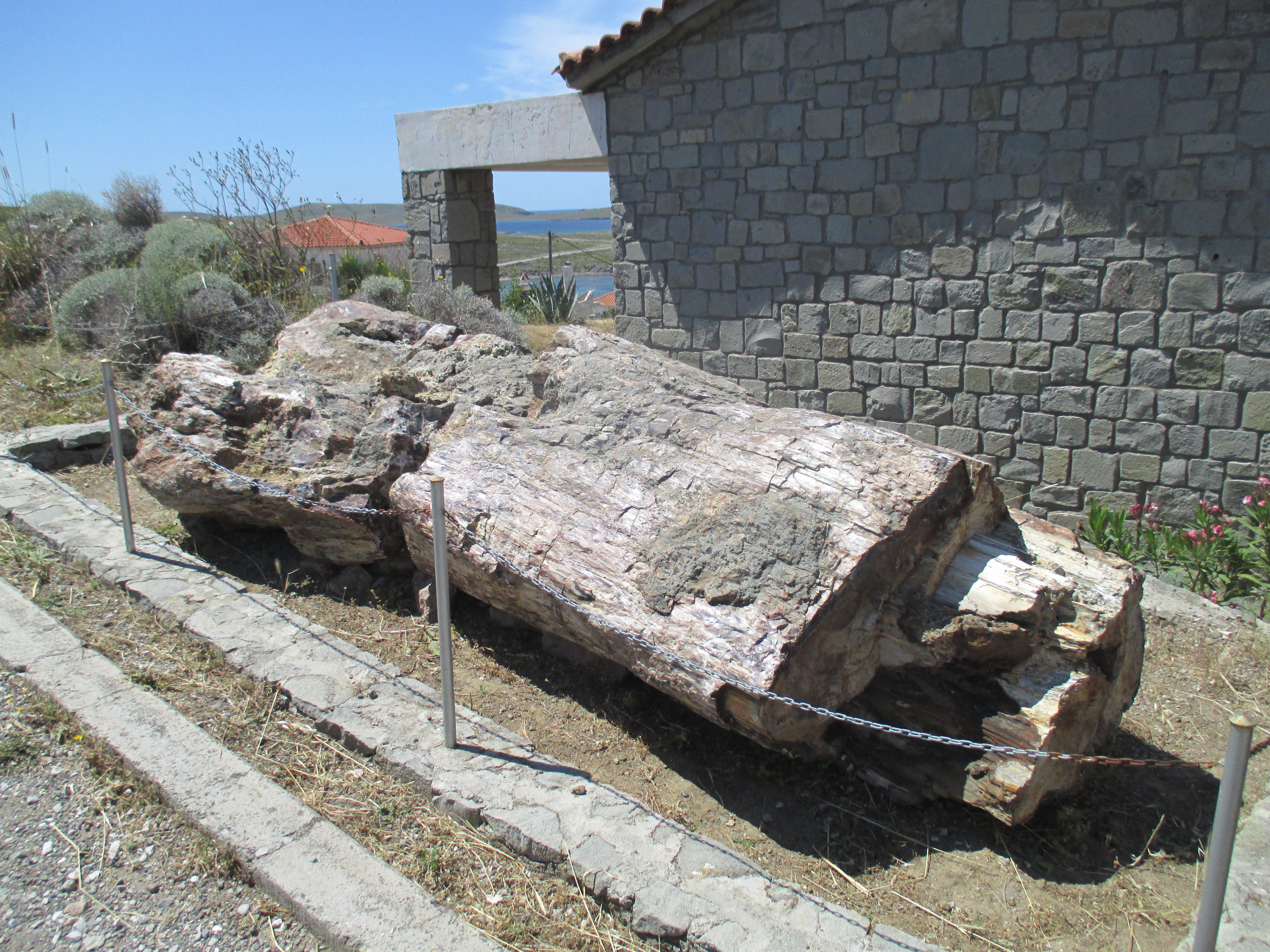
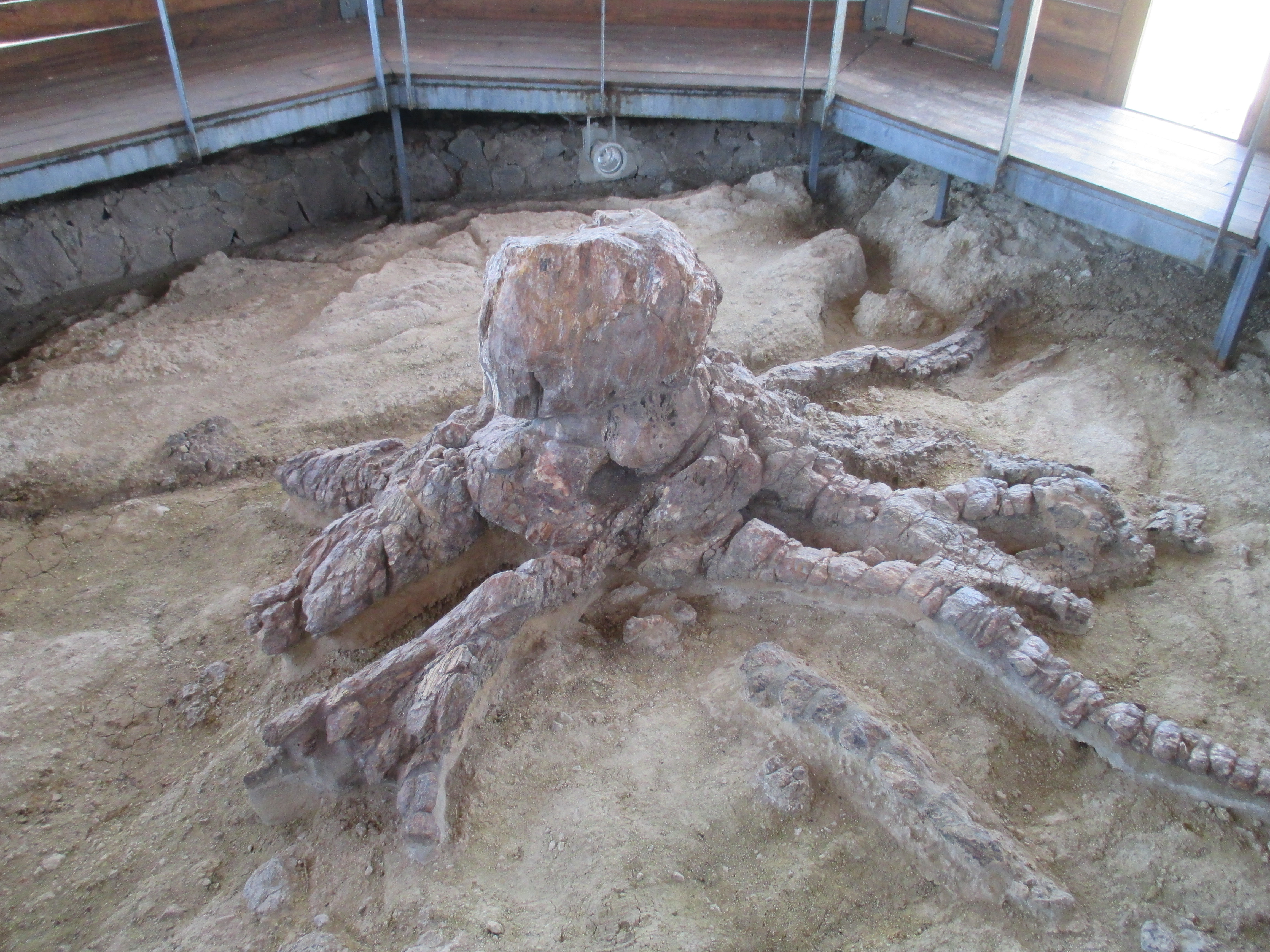
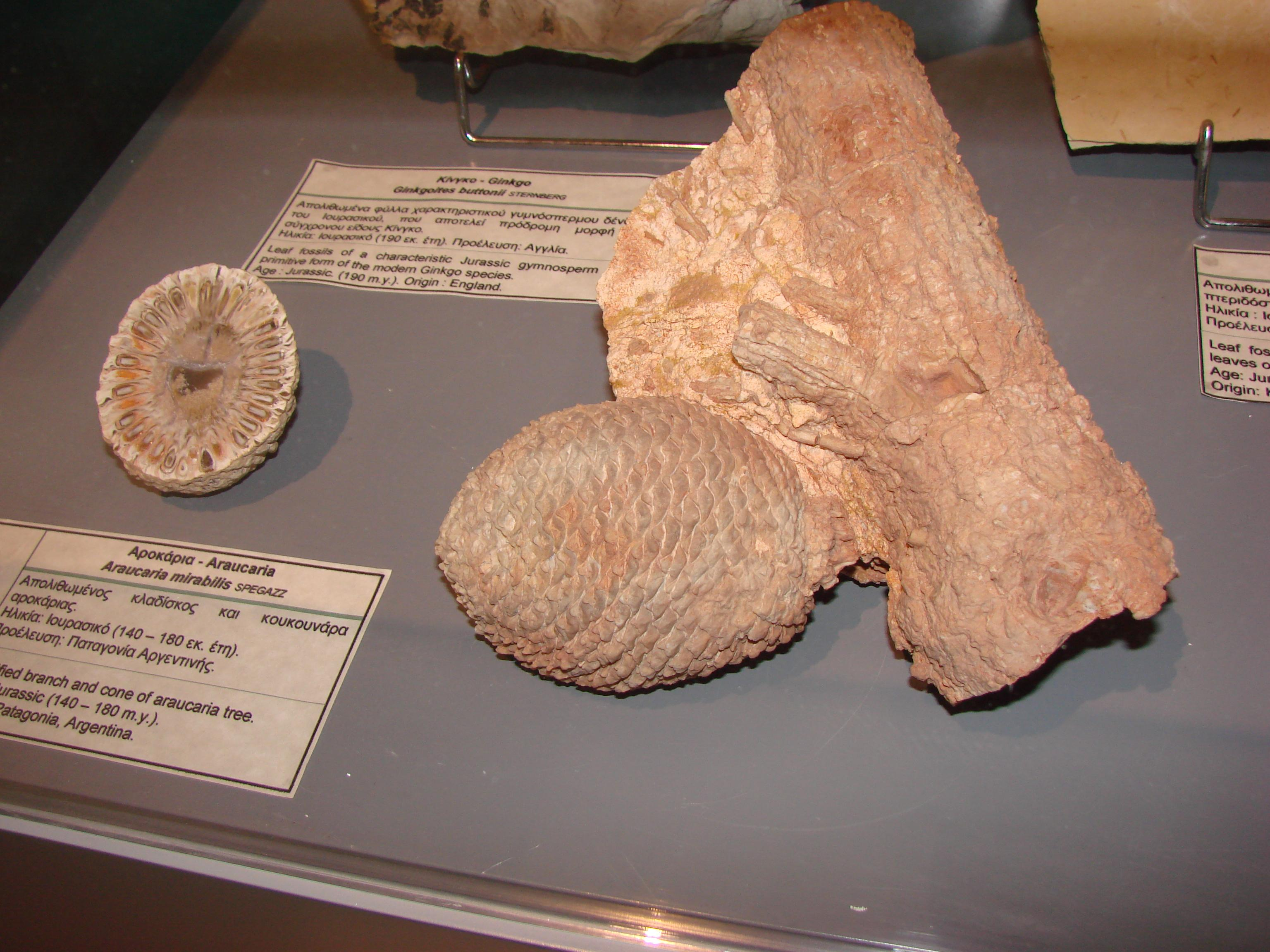